# غاو كيفنغ
غاو كيفنغ (بالصينية: 高奇峰)، هو رسام صيني، من مواليد 13 يونيو 1889، وتوفي بمرض السل بتاريخ 2 نوفمبر 1933، كان غاو شارك في تأسيس مدرسة لينغنان مع أخيه الأكبر غاو جيانفو، وزميله الفنان تشن شورن، ذهب غاو إلى اليابان عام 1907 لدراسة الرسم الياباني والغربي.